# Arie A. Arie
Arie Avram Arie (n. 12 mai 1921, București, România – d. 18 septembrie 1999) a fost un inginer electroenergetician român, de origine evreu care s-a remarcat în domeniul rețelelor electrice, între altele ca pionier în România în promovarea transportului de energie electrică prin legături de tensiune continuă. A fost profesor la catedra de rețele electrice la Universitatea Politehnică din București, urmându-i în acest post academicianului Martin Bercovici.  

## Biografie
Arie Avram Arie s-a născut în 1921 într-o familie de  evrei din București. Tatăl său era Meier Leibu, iar mama - Lote Zlate Țipre Leibu, originară din Craiova. După absolvirea liceului, ca urmare a legilor rasiale din anii 1940-1941 care interziceau evreilor, considerați "rasă evreiască", accesul la studii în instituțiile universitare din țară, Arie a urmat în anii 1941-1944 Cursul de pregătire tehnică în cadrul Școlii post-liceale pentru evrei deschisă,la București, cu aprobarea regimului, în decembrie 1940  de către Ernest Abason și Martin Bercovici. La acest curs el a cunoscut-o pe Ecaterina Friedman care ulterior i-a devenit soție. După căderea regimului antonescian în august 1944  a avut posibilitatea de a studia la Institutul Politehnic din București, pe care l-a absolvit în 1947 cu distincția "cum laude".

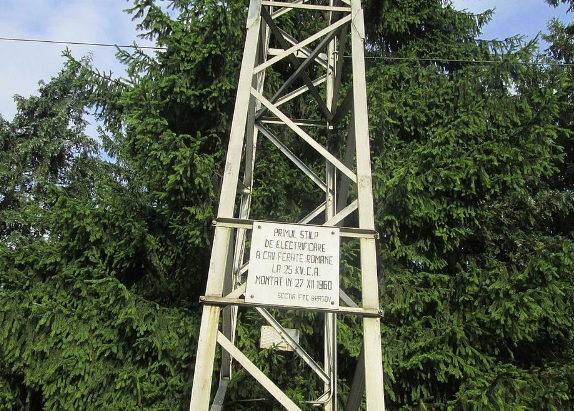
Primul stâlp ridicat pentru electrificarea căii ferate Ploiești - Brașov

Inginerul Arie a lucrat în anii 1947-1951 la Societatea de Gaz și Electricitate în cadrul Întreprinderii de Rețele Electrice din București.În anii 1951-1952 a lucrat La Institutul de Studii și Proiectări energetice, apoi în 1952-1954 la Ministerul Energiei Electrice , contribuind la întocmirea de studii și proiecte de sistematizare a rețelei de distribuire cu cabluri subterane în orașele Ploiești, Pitești și Craiova. În cadrul Institutului ISPE Arie a participat la elaborarea proiectului de sistematizare a sistemului electroenergetic Muntenia și la conectarea lui cu sisteme energetice vecine. 
O altă contribuție a lui Arie Avram Arie, in colaborare cu alte personalități ale energeticii, a reprezentat stabilirea sistemului de funcționare și alimentare a Căilor Ferate Române în curent alternativ 25 kV, 50 HZ. Primul stâlp de electrificare a Căilor Ferate Române a fost montat pe 27 decembrie 1960, în stația Predeal, stâlpul putând fi și astăzi văzut în aceeași stație.
Începând din anul 1948, Arie Avram Arie a făcut parte din cadrele didactice ale Institutului Politehnic din București, azi Universitatea Politehnică din București. Din 1950 a fost conferențiar, din 1964 profesor titular, iar după pensionare - profesor consultant la Facultatea de energetică. În 1966 a obținut titlul de doctor cu teza "Influența căilor ferate electrificate asupra sistemului energetic din care se alimentează", sub îndrumarea profesorului Constantin Dinculescu. 
Împreună cu Martin Bercovici, a scris tratate de bază în domeniul transportului și distribuției energiei electrice, de asemenea  a abordat calculul mecanic și cel electric al liniilor electrice aeriene și subterane.
A elaborat o serie de teoreme generalizate pentru calculul scurtcircuitelor în rețelele electrice. 
Arie A. Arie a fost membru al consiliului tehnic al Regiei Autonome de Electricitate RENEL, devenită apoi Compania Națională de Electricitate CONEL.  A fost președinte al Fundației Constantin Dinculescu, pe care a întemeiat-o.

## Viața particulară
A fost căsătorit din anul 1943 cu cercetătoarea Ecaterina Arie (1923-1975). Ei au avut o fiică, inginer în domeniul dispozitivelor electronice.

## Premii și onoruri
- Premiul Constantin Budeanu al Academiei Române (1996)

## Cărți
- cu M,Bercovici - Rețele electrice - Calculul mecanic (1963, 1982) - tratat
- cu M.Bercovici, Al. Poeată - Rețele electrice - Calculul electric (1974) - tratat
- Transportul și distribuția energiei electrice (1982)
- Poluarea cu armonici a sistemului electroenergetic în regim simetric (1994) - premiată cu Premiul C Budeanu